# 金子金陵

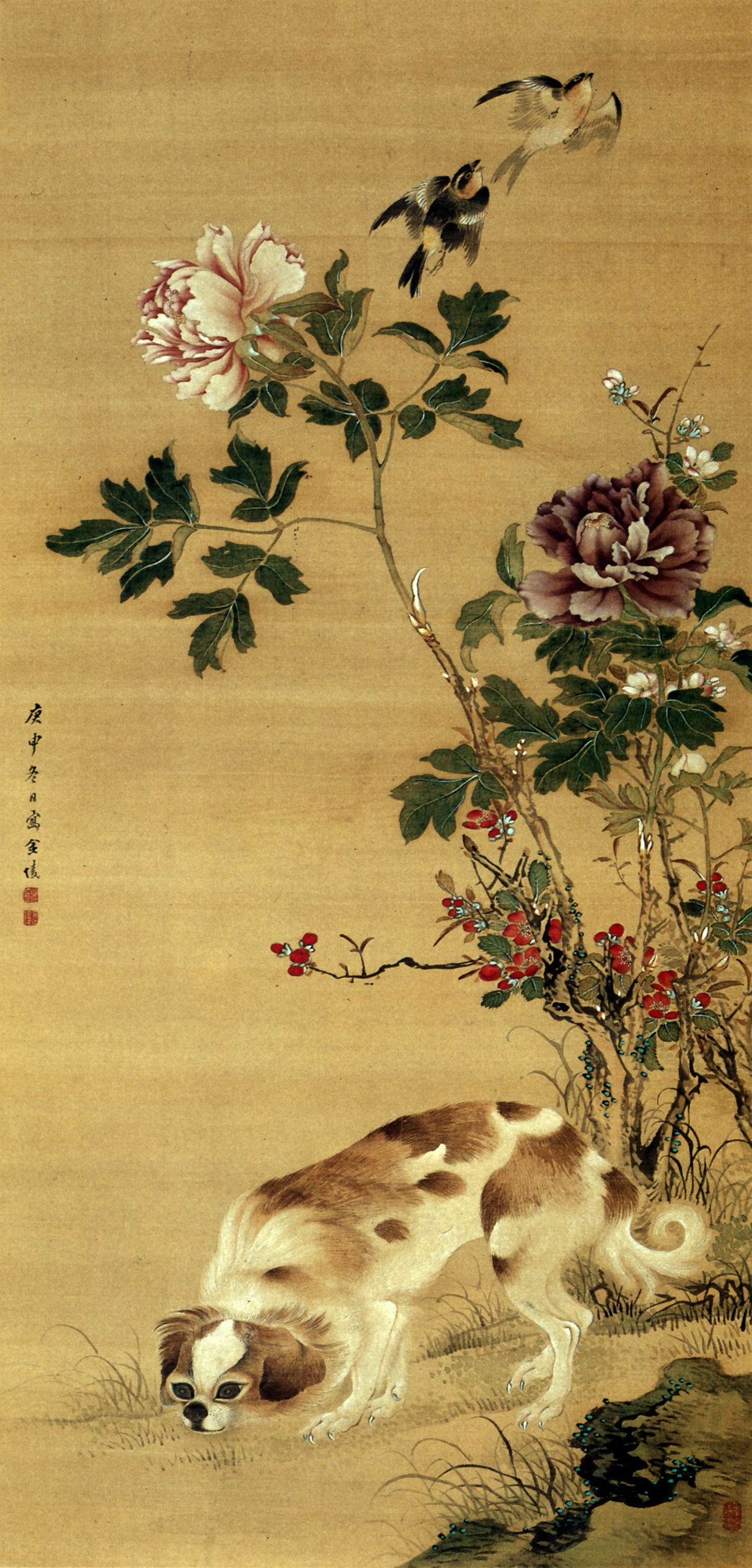
牡丹遊狗図　絹本着色　江戸時代中期 静嘉堂文庫

金子金陵（かねこ きんりょう、男性、生年不詳 - 文化14年2月8日（1817年3月25日））は、江戸時代後期の日本の画家である。渡辺崋山、椿椿山の師として知られる。名を允圭、字は君璋、通称を平太夫。号は金陵・日南亭など。江戸の人。

## 経歴
金陵は、旗本である大森勇三郎の家臣であり、谷文晁の下で画を学んだとされるが沈南蘋風の画風は諸葛監から学んだともされる（『古画備考』）。花鳥画を得意とした。
崋山の『退役願書稿』によれば、崋山ははじめ白川芝山に入門したが授業料が払えず2年で破門されてしまう。崋山17歳の文化6年、大森勇三郎の妻が田原藩主である三宅家の出身であることを縁に金陵に入門したという。崋山の『寓画堂日記』や『謾録』にも金陵についての記述がみられる。椿椿山や滝沢宗伯も金陵の弟子であった。
芝伊皿子長応寺（1902年（明治35年）北海道に移転）に葬られる。